# Gódua catalana
El ginestell, gódua catalana o ginestell català (Cytisus arboreus, abans Sarothamnus arboreus, o Sarothamnus catalaunicus), és un arbust de la família de les fabàcies propi de la màquia de la mediterrània occidental.
Als Països Catalans només se'n troba la subespècie Cytisus arboreus subsp. catalaunicus, al nord-est del Principat, en contrades mediterrànies plujoses i sobre terreny silici. Pel sud arriba a Collserola i pel nord arriba a la Catalunya Nord. Es fa en brolles i boscs clars.
És un arbust d'entre 1 i 3 metres d'alt, molt semblant a la gódua (Cytisus scoparius), que segons el criteri taxonòmic emprat és l'única altra espècie autòctona del mateix gènere, però és més fullós, amb totes les fulles compostes i amb pecíol, mentre que la gódua té les fulles superiors simples i sèssils. Té les branques una mica estriades, sense pilositat o gairebé. Floreix de febrer a maig amb flors grogues d'uns 15 mm.

## Galeria

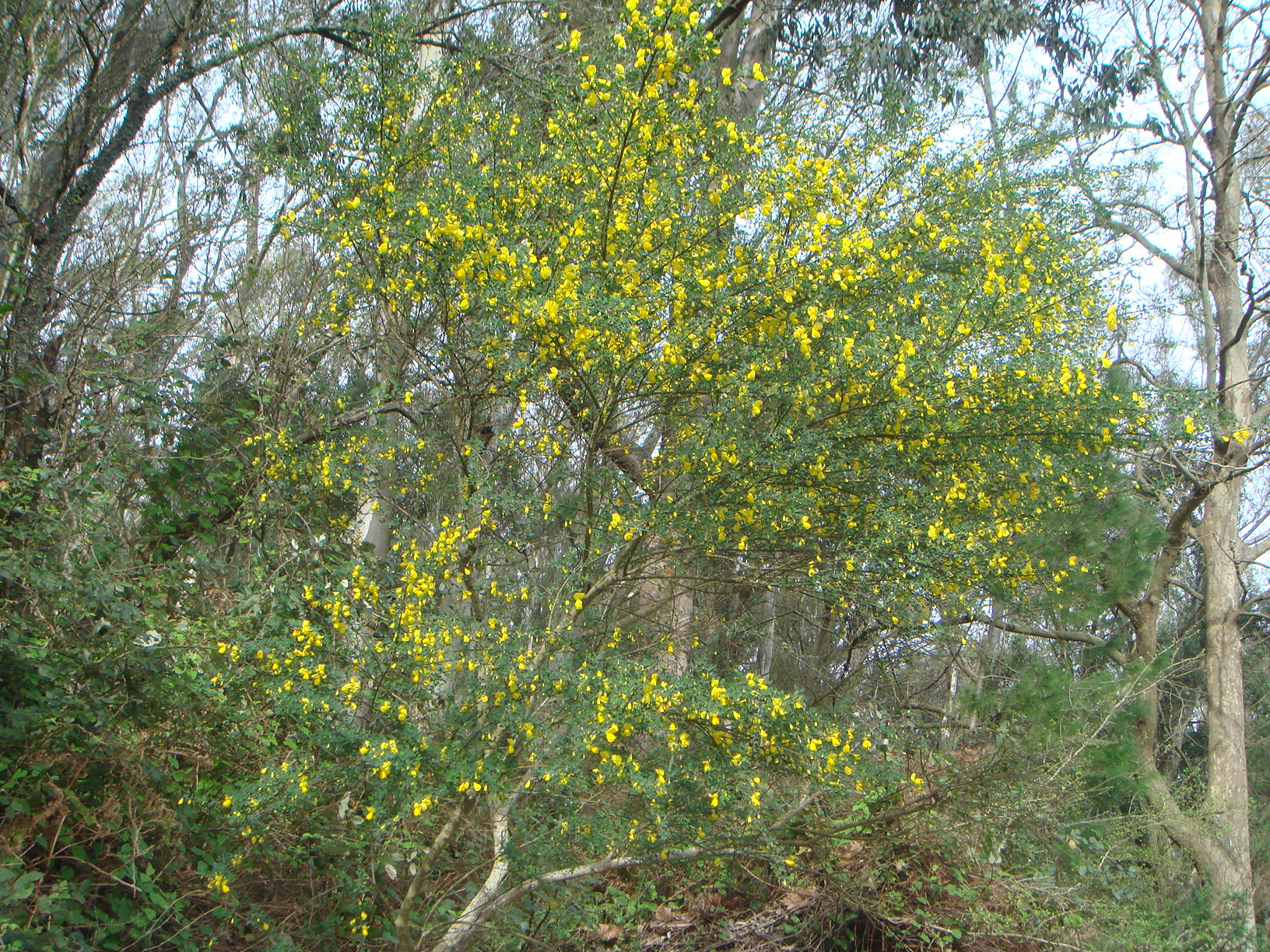
Vista de la planta
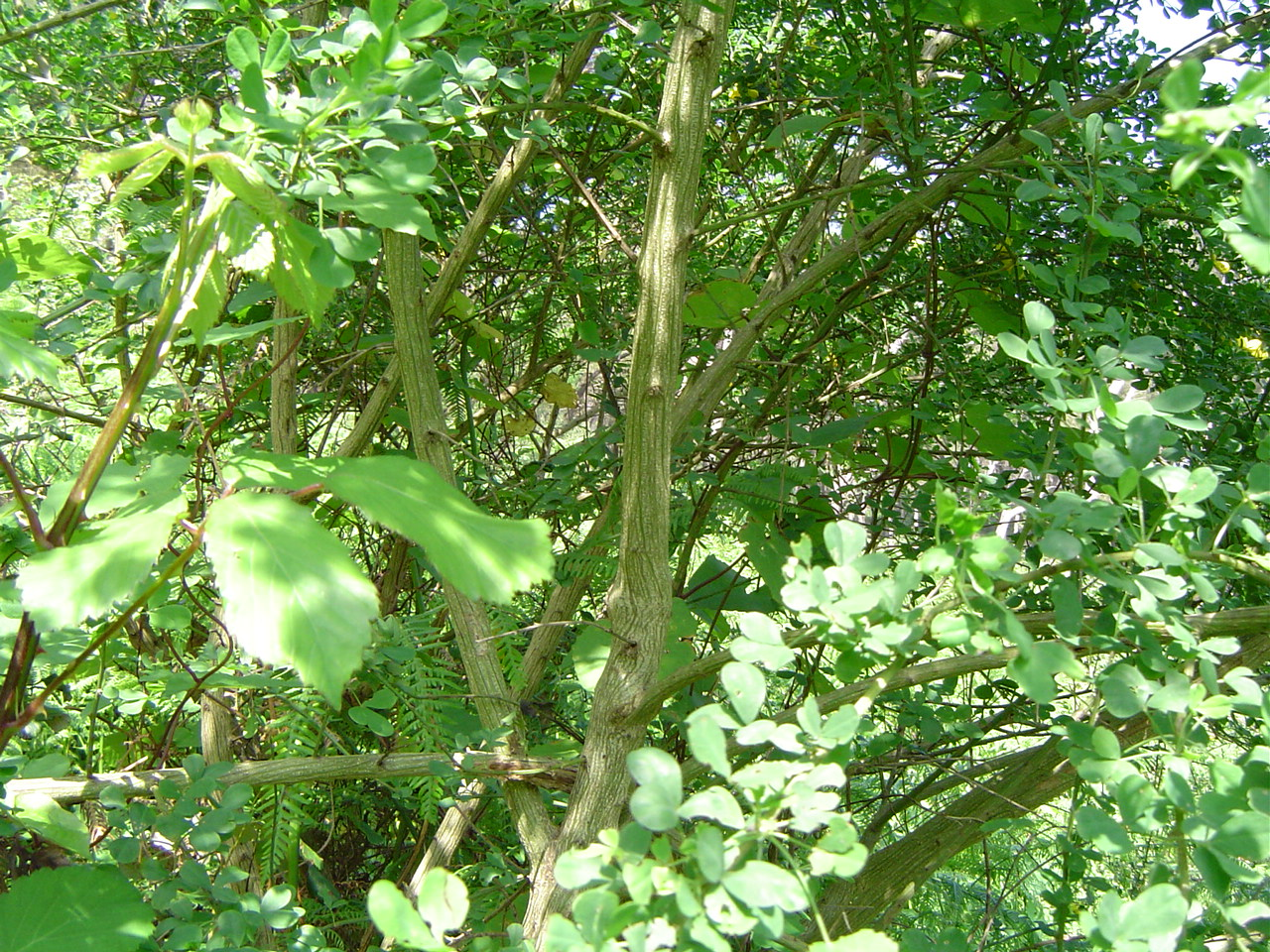
Branques
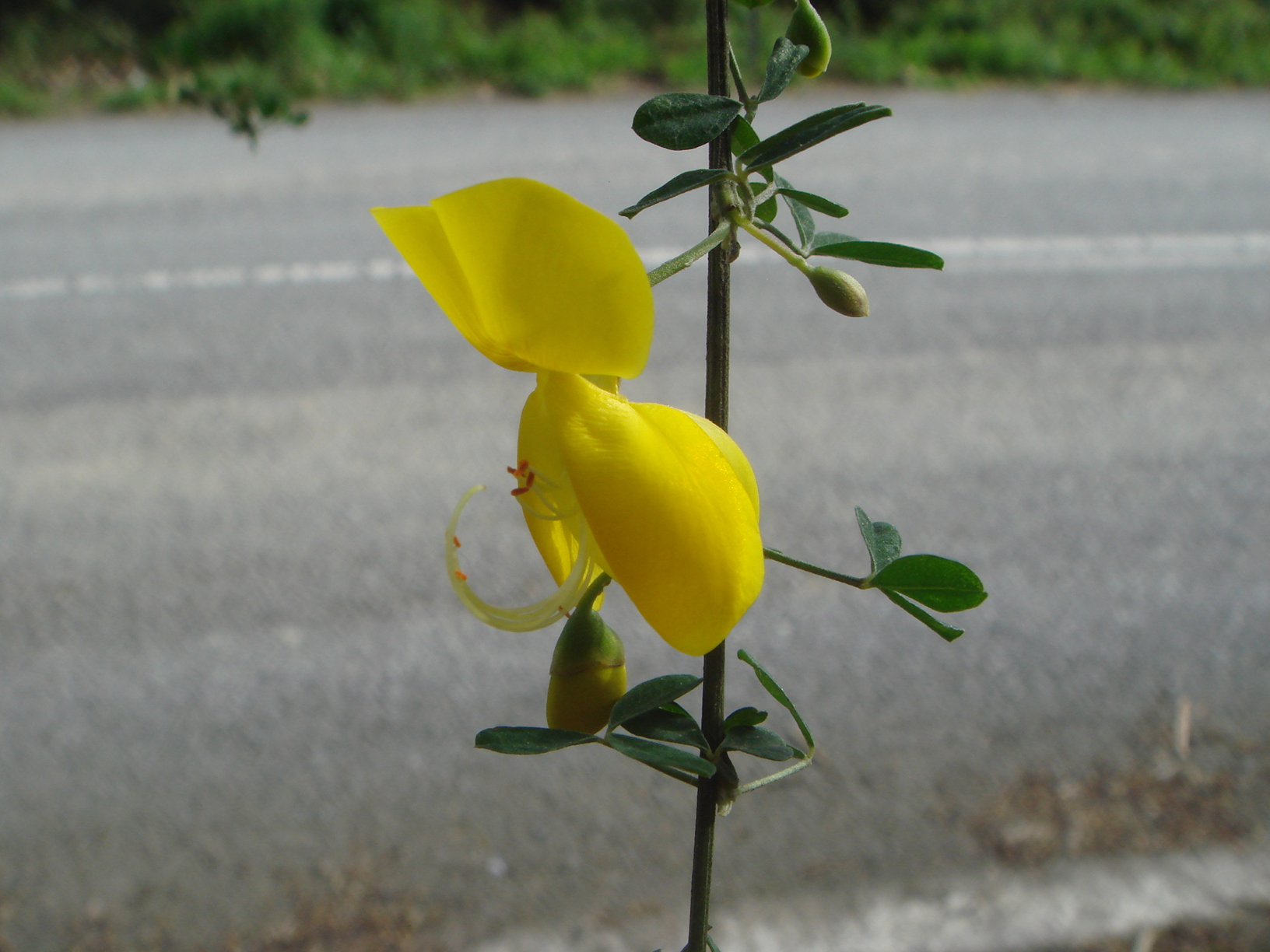
Flors
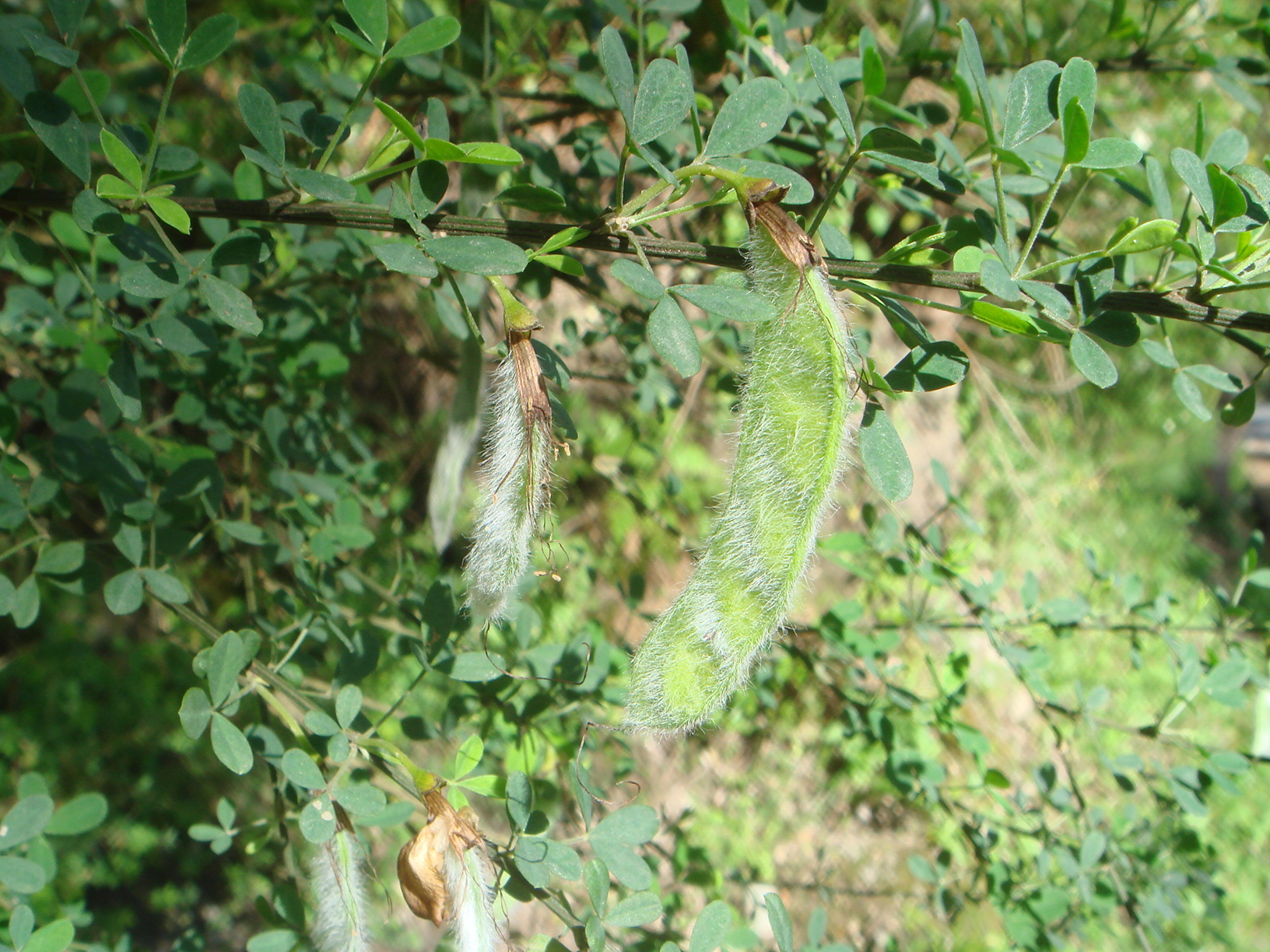
Beines